# Monona megye
Monona megye az Amerikai Egyesült Államokban, azon belül Iowa államban található. Megyeszékhelye és legnagyobb városa Onawa. Lakosainak száma 8751 fő (2020. április 1.). Monona megye Woodbury, Harrison, Ida, Crawford, Burt és Thurston megyékkel határos.

## Népesség
A megye népességének változása:
| Lakosok száma | 17 980 | 16 633 | 9240 | 9269 | 9165 | 9121 | 8979 | 8751 |
|               | 1900   | 1910   | 2010 | 2011 | 2012 | 2013 | 2015 | 2020 |